# Videogiochi nel 2019

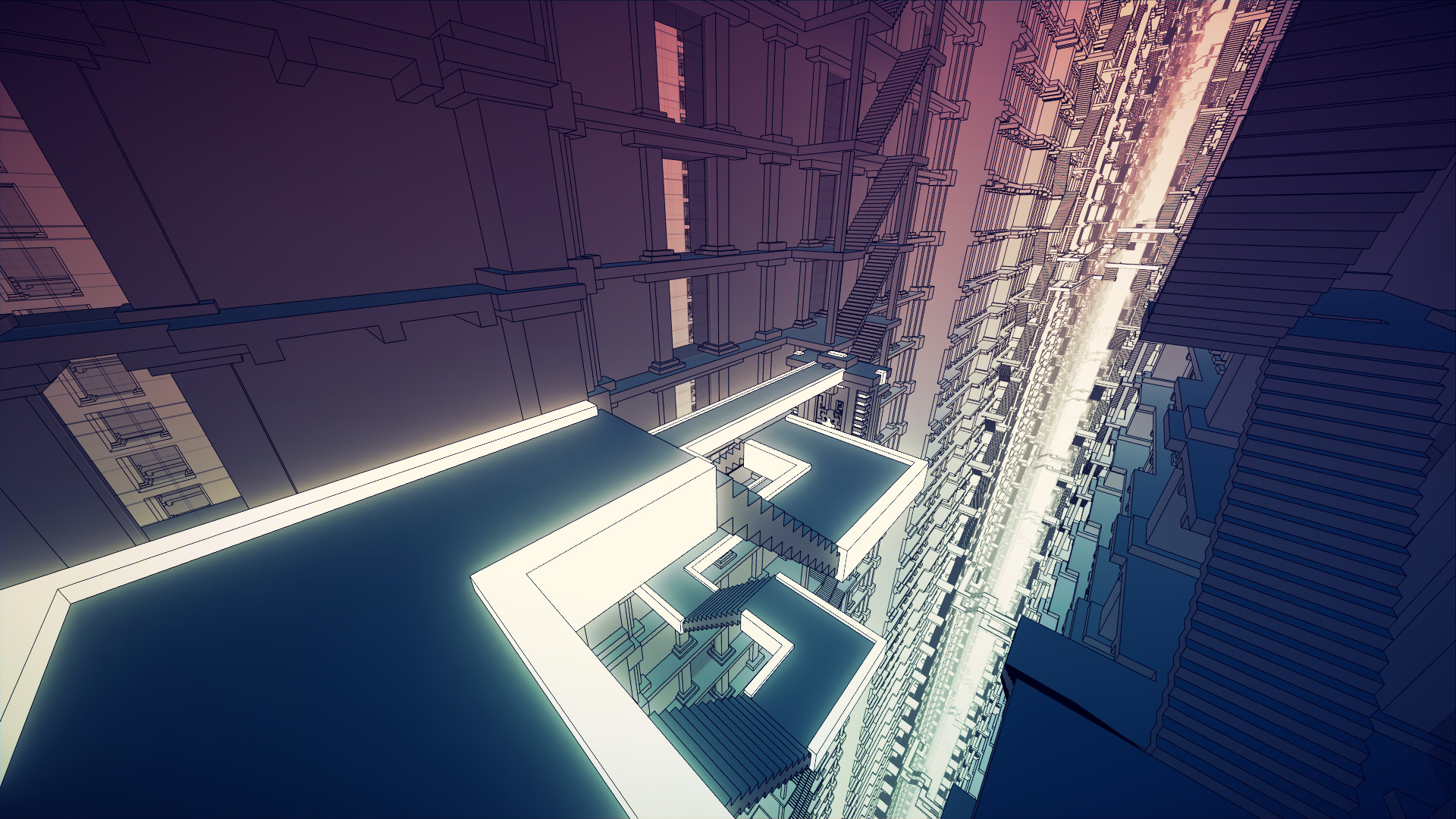
Il videogioco indipendente Manifold Garden

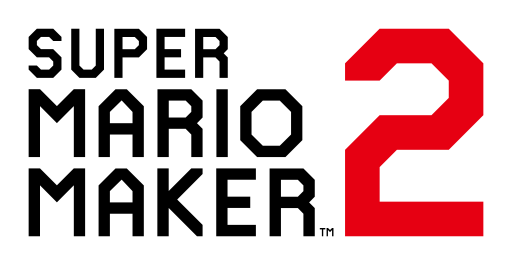
Logo del videogioco Super Mario Maker 2

Eventi rilevanti avvenuti nell'industria dei videogiochi nel 2019. 
Per un elenco delle voci su giochi usciti nell'anno vedi Categoria:Videogiochi del 2019.

## Eventi
- Milioni di giocatori di Fortnite Battle Royale assistono alla distruzione del mondo di gioco online da parte di un asteroide virtuale; due giorni dopo venne ricreato il mondo del Capitolo 2[1].
- 10 dicembre: Esce la console Nintendo Switch in Cina.
- Esce la console Nintendo Switch Lite.
- Viene lanciato il servizio di cloud gaming Google Stadia.
- Escono i dispositivi per realtà virtuale Oculus Quest e Valve Index.

## Classifiche
- I 10 giochi più venduti secondo le statistiche di VGChartz sono, in ordine decrescente: Mortal Kombat 11, Resident Evil 2, Super Mario Maker 2,  Link's Awakening, Death Stranding, The Outer Worlds, Fire Emblem: Three Houses, Crash Team Racing Nitro-Fueled, Gears 5, Outer Wilds[2].
- I 10 giochi più apprezzati dalla critica secondo le statistiche di Metacritic sono, in ordine decrescente: Divinity: Original Sin II Definitive Edition (Switch), Red Dead Redemption II (PC), Beat Saber, Resident Evil 2, Dragon Quest XI: Echi di un'era perduta Definitive Edition (Switch), Sekiro: Shadows Die Twice, Final Fantasy XIV: Shadowbringers, Disco Elysium, Nier: Automata Game of the YoRHa Edition, Monster Hunter World: Iceborne[3].